# 北澤映月
北澤 映月（きたざわ えいげつ、1907年（明治40年）12月9日 - 1990年（平成2年）4月7日）は、京都出身の日本画家。日本美術院評議員。美人画で知られる。本名智子、のち嘉江。

## 略歴
1907年（明治40年）京都市下京区に生まれる。11歳のとき父と死別したことから画家として生計を立てることを志し、1923年（大正12年）16歳で上村松園塾に入門、絵の手ほどきを受ける。雅号を桜園とする。当時すでに高い実力で画壇に名をなしていた松園のもとには、良家の子女たちがお稽古事として絵を習いに集まっていた。画家として生きていこうとする映月は方向性の違いを覚え、1932年（昭和7年）松園の紹介で土田麦僊の山南塾に入門。雅号を映月とする。小松均、福田豊四郎らとともに厳しい修行を重ね、麦僊の簡潔な構図と繊細な描線を修得した。
1935年（昭和10年）京都市美術展覧会第1回展に《娘》で初入選。翌年の改組第1回帝展でも《祇園会》で入選を果たすが、この年麦僊が死去。映月にとって師の喪失は大きく、絵筆を捨てようとさえ思ったという。まだ女性の画家が数えるほどしかいなかった時代であり、弟以外の家族もすでになく、後ろ盾のない中で、映月は誰一人知る人のない院展に作品を送ることを決める。1938年（昭和13年）第25回院展で《婦女》が初入選。1941年（昭和16年）第28回で《静日》が日本美術院賞第三賞となり、同人に推挙された。女性では小倉遊亀に次ぐ二人目の同人であり、また、当時としては数少ない京都画壇の同人であった。以後終生同院で活動する。
1960年（昭和35年）東京に移る。翌年から日本美術院評議員を務める。1960年代後半からは、淀君や樋口一葉など、歴史や文学に生きた女性たちを主題とした。1970年（昭和45年）第55回院展で《ねねと茶々》が内閣総理大臣賞を、1980年（昭和55年）第65回で細川ガラシャと淀君を題材にした《朱と黒と》が文部大臣賞を受賞した。
生涯を通して、洗練された装飾性と格調ある品性をそなえた、「映月様式」ともいうべき特徴的な美人画様式を確立した。簡潔でやや観念的な、知的な作風であり、物静かで品位を感じさせる女性像でありながら、用いる色彩は明るく、時に冴えた色合いを施している。また、文様の描写が丁寧で細やかであることと、輪郭線に濃い色を使わないことから、画面全体に優しい印象を与えている。
1990年4月7日、82歳で死去。